# Karl August Wrede
Pour les articles homonymes, voir Wrede.

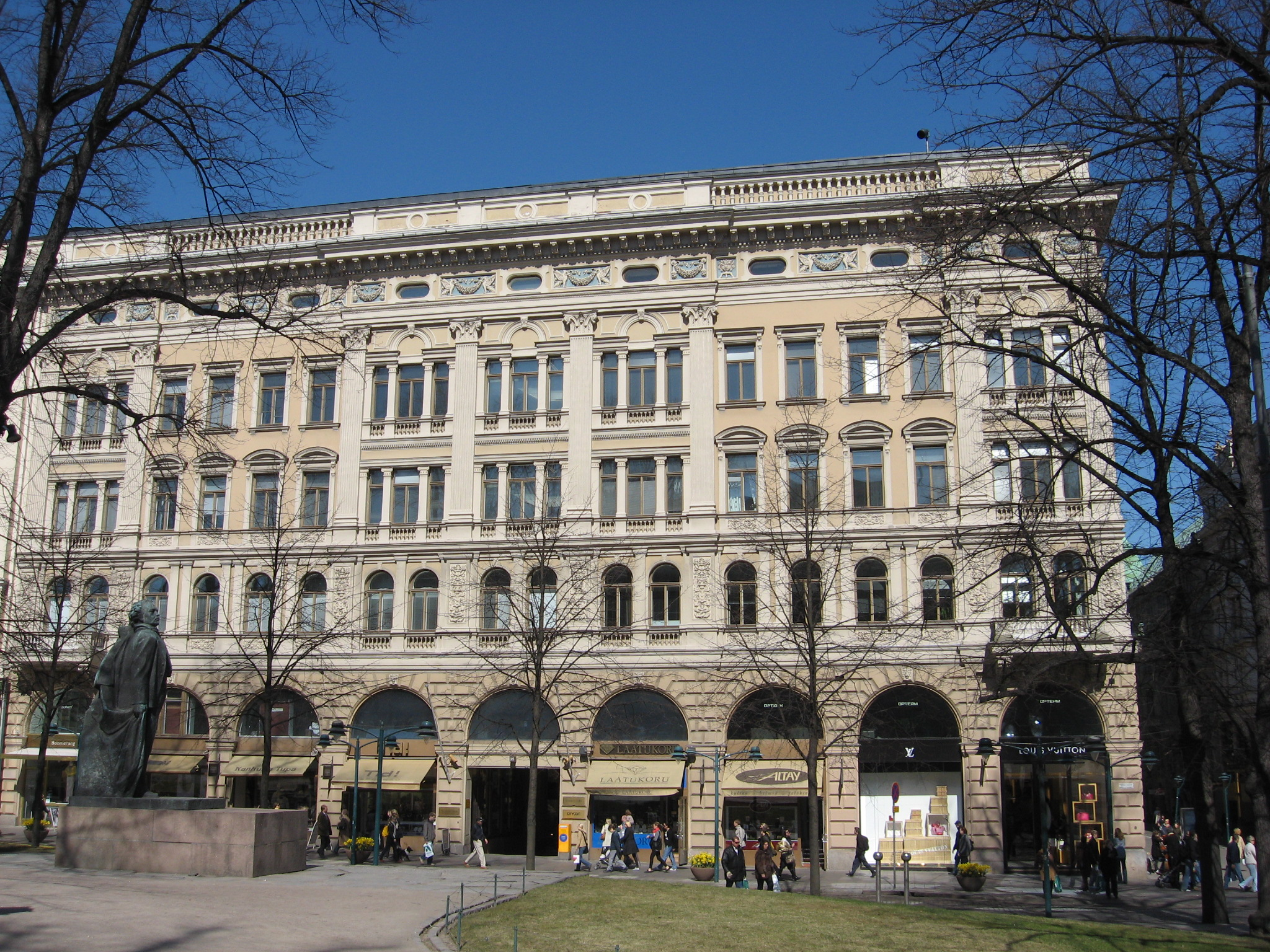
Le passage Wrede au 35, Pohjoisesplanadi.

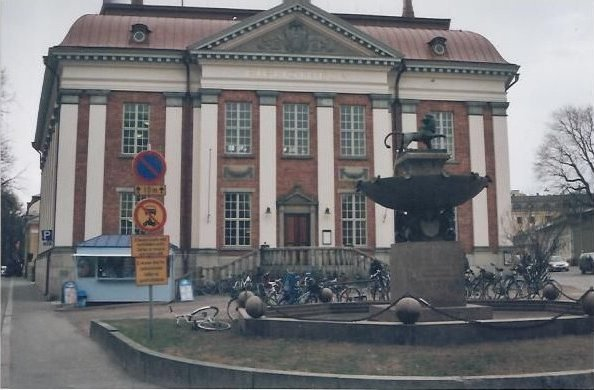
La bibliothèque municipale de Turku.

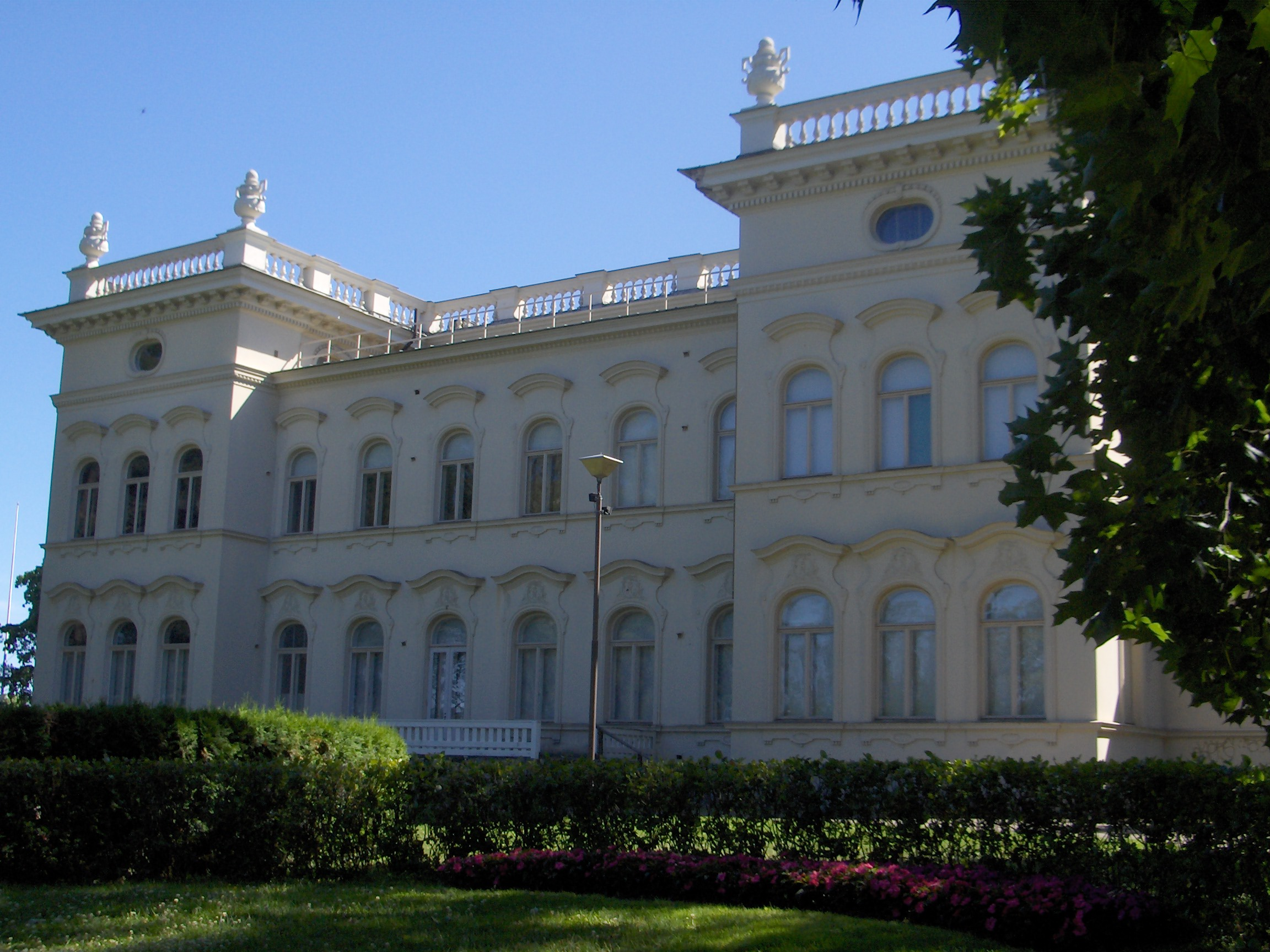
Le Näsilinna de Tampere.

Karl August Wrede af Elimä (né le 18 septembre 1859 à Anjala ; mort le 25 mai 1943 à Helsinki) est un architecte finlandais suédophone.

## Biographie
Wrede obtient son baccalauréat en 1877 et étudie une année à l'université du Tsar Alexandre d’Helsinki.  Puis il continue à l'institut polytechnique de Dresde dont il sort avec son diplôme d'architecte en 1882.
Après l'obtention de son diplôme il fait un voyage d'étude d'un an en 1885-86 passant par la Suède le Danemark, l'Allemagne, les Pays-Bas, la Belgique, la France et l'Italie.
De 1908 à 1943, Wrede habite avec son épouse la villa Furuberg à Haaga.
La villa est démolie en 1958.
À son emplacement se trouve maintenant le parc des héros où en 1966 on a dévoilé un bas-relief réalisé par Jaakko Tolvanen et représentant le couple Wrede.

## Ouvrages
Karl August Wrede a conçu plusieurs bâtiments finlandais célèbres. En 1887 on l'invite avec trois autres architectes à participer au concours d'architectes pour la Maison des États. 
Le bâtiment de la bibliothèque principale de Turku est réalisé en tenant compte des propositions de Karl August Wrede. 
Karl August Wrede conçoit aussi des villas, des manoirs, des palais et des espaces religieux publics:
- Puistoravintola, Hamina, 1885
- Korkeavuorenkatu 30 (Maison Heikel), Helsinki, 1885
- Hietalahdenranta 11 (Palais Sinebrychoff), Helsinki, 1886 (démoli en 1927[1])
- Villa Marjaniemi, Ruissalo, Turku, 1887
- Villa Sinebrychoff, Karhusaari, Espoo, 1887
- Passage Wrede, Helsinki, 1888–1892
- Tombeau de la famille von Daehn, Sippola 1889
- Manoir de Toivola, Anjala, 1891
- Manoir de Tavastila, Kymi, 1893
- Église de Luther, Helsinki, 1894[5])
- Église de l'institut des Diaconesses d'Helsinki, 1896
- Keisarinkatu 10, Viipuri, 1896
- Manoir de Neitsytniemi, Ruokolahti, 1896
- Näsilinna, Tampere, 1897
- Villa Karlstorppi, Anjala, 1897
- Chapelle funéraire de Aladin, Hamina, 1898
- Presbytère, Karjaa, 1900
- Presbytère, Säkkijärvi, 1900
- Bibliothèque principale de Turku, 1902
- Betania-talo (fi), Helsinki, 1903
- Bureau de la mission municipale, Porvoo, 1904